# Dismidila atoca
Dismidila atoca là một loài bướm đêm trong họ Crambidae.